# Dreiecksgruppe
In der Mathematik ist eine Dreiecksgruppe eine diskrete Gruppe, die von den Spiegelungen an den Seiten eines Dreiecks – in der euklidischen Ebene, der Sphäre oder der hyperbolischen Ebene – erzeugt wird. Diese Dreiecksgruppen sind Symmetriegruppen von Parkettierungen der euklidischen Ebene, Sphäre oder hyperbolischen Ebene.

## Definition
Seien {\displaystyle k\leq l\leq m} natürliche Zahlen größer als {\displaystyle 1}. Dann gibt es ein Dreieck mit Innenwinkeln {\displaystyle {\frac {\pi }{k}},{\frac {\pi }{l}},{\frac {\pi }{m}}}
- in der Sphäre genau dann, wenn {\displaystyle {\frac {\pi }{k}}+{\frac {\pi }{l}}+{\frac {\pi }{m}}>\pi }, also wenn {\displaystyle (k,l,m)=(2,3,5),(2,3,4),(2,3,3)} oder {\displaystyle (2,2,m)} mit {\displaystyle m\geq 2}
- in der euklidischen Ebene genau dann, wenn {\displaystyle {\frac {\pi }{k}}+{\frac {\pi }{l}}+{\frac {\pi }{m}}=\pi }, also wenn {\displaystyle (k,l,m)=(3,3,3),(2,4,4)} oder {\displaystyle (2,3,6)}
- in der hyperbolischen Ebene genau dann, wenn {\displaystyle {\frac {\pi }{k}}+{\frac {\pi }{l}}+{\frac {\pi }{m}}<\pi }, also in allen anderen Fällen.

Die von den Spiegelungen {\displaystyle s_{1},s_{2},s_{3}} an den drei Seiten dieses Dreiecks erzeugte Gruppe wird als (k,l,m)-Dreiecksgruppe bezeichnet. Sie hat die Präsentierung
{\displaystyle \Delta (k,l,m)=\langle s_{1},s_{2},s_{3}\vert s_{1}^{2}=s_{2}^{2}=s_{3}^{2}=(s_{1}s_{2})^{k}=(s_{2}s_{3})^{l}=(s_{3}s_{1})^{m}=1\rangle }.
In der hyperbolischen Ebene gibt es darüber hinaus ideale Dreiecke, für die eine oder mehrere Ecken auf dem Rand im Unendlichen der hyperbolischen Ebene liegen, Innenwinkel Null haben und die entsprechenden der Variablen {\displaystyle k,l,m} mit {\displaystyle \infty } bezeichnet werden. Die entsprechenden Dreiecksgruppen werden als ideale Dreiecksgruppen bezeichnet.

## Parkettierungen
Das die Dreiecksgruppe definierende Dreieck ist ein Fundamentalbereich für die Wirkung der Gruppe auf der euklidischen Ebene, Sphäre oder hyperbolischen Ebene. Die Bilder des Dreiecks unter der Gruppenwirkung bilden eine Parkettierung der euklidischen Ebene, Sphäre oder hyperbolischen Ebene.

### Sphärische Dreiecksgruppen
Für sphärische Dreiecksgruppen erhält man die folgenden Parkettierungen.
| (2,2,2) | (2,2,3) | (2,2,4) | (2,2,5) | (2,2,6) | (2,2,n) |
| ------- | ------- | ------- | ------- | ------- | ------- |
|         |         |         |         |         |         |
| (2,3,3) | (2,3,3) | (2,3,4) | (2,3,4) | (2,3,5) | (2,3,5) |
|         |         |         |         |         |         |

### Euklidische Dreiecksgruppen
Für euklidische Dreiecksgruppen erhält man die folgenden Parkettierungen.
| (2,3,6) | (2,4,4) | (3,3,3) |
| ------- | ------- | ------- |
|         |         |         |

### Hyperbolische Dreiecksgruppen
Für hyperbolische Dreiecksgruppen gibt es unendlich viele Möglichkeiten, man erhält unter anderem die folgenden Parkettierungen.
| (2 3 7) | (2 3 8) | (2 3 9) | (2 3 ∞) |         |
| (2 4 5) | (2 4 6) | (2 4 7) | (2 4 8) | (2 4 ∞) |
| (2 5 5) | (2 5 6) | (2 5 7) | (2 6 6) | (2 ∞ ∞) |
| (3 3 4) | (3 3 5) | (3 3 6) | (3 3 7) | (3 3 ∞) |
| (3 4 4) | (3 6 6) | (3 ∞ ∞) | (6 6 6) | (∞ ∞ ∞) |